# گوی مون
گوی مون (انگلیسی: Guy Moon؛ زادهٔ ۱ ژانویه ۲۰۰۰) یک آهنگساز است.